# 智利檀香
智利檀香（Santalum fernandezianum）是檀香屬下的一種植物，原產於智利的胡安·費爾南德斯群島。1908年瑞典植物學家卡尔·斯科特博格在野外看到智利檀香之後就再也不見其蹤跡，據信已經因取其芳香木料而遭濫砍濫伐，最終滅絕。